# Scotophaeus poonaensis
Scotophaeus poonaensis är en spindelart som beskrevs av Benoy Krishna Tikader 1982. Scotophaeus poonaensis ingår i släktet Scotophaeus och familjen plattbuksspindlar. Inga underarter finns listade i Catalogue of Life.